# Jhinkpani
Jhinkpani è una suddivisione dell'India, classificata come census town, di 11.835 abitanti, situata nel distretto del Singhbhum Occidentale, nello stato federato del Jharkhand. In base al numero di abitanti la città rientra nella classe IV (da 10.000 a 19.999 persone).

## Geografia fisica
La città è situata a 22° 25' 25 N e 85° 45' 06 E.

## Società

### Evoluzione demografica
Al censimento del 2001 la popolazione di Jhinkpani assommava a 11.835 persone, delle quali 6.014 maschi e 5.821 femmine. I bambini di età inferiore o uguale ai sei anni assommavano a 1.734, dei quali 877 maschi e 857 femmine. Infine, coloro che erano in grado di saper almeno leggere e scrivere erano 6.541, dei quali 3.939 maschi e 2.602 femmine.